# Fairlop (métro de Londres)
Fairlop est une station de la Central line, du métro de Londres, en zone 4. Elle est située sur la Forest Road à Fairlop (en), dans le borough londonien de Redbridge.

## À proximité
- Fairlop (en)